# Telemark-Weltmeisterschaft 2009
Die Telemark-Weltmeisterschaft 2009 des Ski-Weltverbandes FIS fand vom 21. bis 24. Jänner 2009 am Kreischberg bei Murau (Österreich) statt.
Die Vergabe der Weltmeisterschaften erfolgte im Herbst 2007 bei einer FIS-Tagung im argentinischen Bariloche. Für die Telemark-WM am Kreischberg nutzte man die Piste und andere Einrichtungen, welche für die Snowboard-Weltmeisterschaft 2003 errichtet wurden. Als Generalprobe wurde im Jänner 2008 ein Telemark-Weltcup ausgetragen.
An den Wettbewerben nahmen knapp 200 Sportler aus 18 Ländern teil. Die Rennen wurden live im Internet übertragen, der ORF zeigte Zusammenfassungen im Rahmen seiner Skiübertragungen und Berichte in der Steiermark-Ausgabe von Bundesland heute.

## Teilnehmer
| Europa (13 Länder)                                                                 | Europa (13 Länder)                                                               |
| ---------------------------------------------------------------------------------- | -------------------------------------------------------------------------------- |
| - Dänemark - Deutschland - Frankreich - Finnland - Italien - Norwegen - Österreich | - Slowenien - Schweden - Schweiz - Spanien - Tschechien - Vereinigtes Königreich |
| Amerika (2 Land)                                                                   |                                                                                  |
| - Kanada                                                                           | - Vereinigte Staaten                                                             |
| Asien (1 Land)                                                                     |                                                                                  |
| - Japan                                                                            |                                                                                  |

## Streckendaten
|                    | Riesenslalom       | Classic             | Classic Sprint       |
| ------------------ | ------------------ | ------------------- | -------------------- |
| Datum              | 21. Jänner         | 22. Jänner          | 24. Jänner           |
| Startzeit 1. Lauf  | 09:30 Uhr          | 11:30 Uhr           | 09:30 Uhr            |
| Startzeit 2. Lauf  | 12:30 Uhr          | –                   | 13:00 Uhr            |
| Seehöhe Start      | 1120 m             | 1120 m              | 1030 m               |
| Seehöhe Ziel       | 860 m              | 860 m               | 860 m                |
| Höhendifferenz     | 260 m              | 260 m               | 170 m                |
| Kurssetzer 1. Lauf | Gecon Denis (FRA)  | Kjetil Soevik (NOR) | Wonsyld Magnus (DAN) |
| Kurssetzer 2. Lauf | Bonny Michel (SUI) | –                   | Jovan Cene (SLO)     |
| Tore 1. Lauf       | 36                 | 41                  | 28                   |
| Tore 2. Lauf       | 34                 | –                   | 28                   |
| Wetter             | bewölkt            | bewölkt             | bewölkt              |
| Temperatur Start   | −2 °C              | 0 °C                | −3 °C                |
| Temperatur Ziel    | 0 °C               | −1 °C               | −1 °C                |

## Medaillenspiegel
| Platz | Land       | Gold | Silber | Bronze | Gesamt |
| ----- | ---------- | ---- | ------ | ------ | ------ |
| 1     | Norwegen   | 4    | 2      | 2      | 8      |
| 2     | Schweiz    | 1    | 4      | 2      | 7      |
| 3     | Schweden   | 1    | 0      | 1      | 2      |
| 4     | Frankreich | 0    | 0      | 1      | 1      |

## Herren

### Riesenslalom
| Platz | Land       | Name         |
| ----- | ---------- | ------------ |
| 1     | Norwegen   | Eirik Rykhus |
| 2     | Norwegen   | Borge Sovik  |
| 3     | Frankreich | Chris Lau    |

### Classic
| Platz | Land     | Name              |
| ----- | -------- | ----------------- |
| 1     | Schweden | Matthias Wagenius |
| 2     | Schweiz  | Sebastian Dayer   |
| 3     | Norwegen | Eirik Rykhus      |

### Classic Sprint
| Platz | Land     | Name              |
| ----- | -------- | ----------------- |
| 1     | Norwegen | Borge Sovik       |
| 2     | Norwegen | Eirik Rykhus      |
| 3     | Schweden | Matthias Wagenius |

## Damen

### Riesentorlauf
| Platz | Land     | Name           |
| ----- | -------- | -------------- |
| 1     | Schweiz  | Amélie Reymond |
| 2     | Schweiz  | Sandrine Meyer |
| 3     | Norwegen | Sigrid Rykhus  |

### Classic
| Platz | Land     | Name           |
| ----- | -------- | -------------- |
| 1     | Norwegen | Sigrid Rykhus  |
| 2     | Schweiz  | Amélie Reymond |
| 3     | Schweiz  | Sandrine Meyer |

### Classic Sprint
| Platz | Land     | Name           |
| ----- | -------- | -------------- |
| 1     | Norwegen | Sigrid Rykhus  |
| 2     | Schweiz  | Amélie Reymond |
| 3     | Schweiz  | Sandrine Meyer |